# Comarca d'Arnedo
La comarca d'Arnedo és una comarca de la comunitat autònoma de La Rioja. Està situada a la Rioja Baixa, en la zona anomenada de Valle.
- Nre. de municipis: 15
- Superfície: 589,63 km²
- Població (2007): 18.544 habitants
- Densitat: 31,45 hab/km²
- Latitud mitjana: 42° 10′ 45″ nord
- Longitud mitjana: 2° 9′ 38″ oest
- Altitud mitjana: 733,43 msnm

## Municipis de la comarca
- Arnedillo
- Arnedo
- Bergasa
- Bergasillas Bajera
- Cornago
- Enciso
- Grávalos
- Herce
- Munilla
- Muro de Aguas
- Préjano
- Quel
- Santa Eulalia Bajera
- Villarroya
- Zarzosa.